# 大垣運輸区
大垣運輸区（おおがきうんゆく）は、岐阜県大垣市にある東海旅客鉄道（JR東海）東海鉄道事業本部管轄の運転士・車掌が所属する乗務員区所である。

## 歴史
- 1884年5月1日：長浜機関庫大垣分庫として開設。
- 1889年7月1日：大垣機関庫として独立。
- 1915年8月14日：名古屋機関庫大垣分庫となる。
- 1925年1月16日：米原機関庫大垣分庫となる。
- 1941年12月1日：大垣機関区となる。
- 1954年6月1日：現在地に移転[1]。
- 1955年7月15日：東海道本線米原電化に併せて、大垣機関区が大垣電車区に変更され、電車が配置されるようになる。
- 1987年4月1日：国鉄分割民営化に伴い、東海旅客鉄道（JR東海）東海鉄道事業本部の管轄となる。
- 2001年4月1日：車両検修部門を大垣車両区に分離し、乗務員部門を大垣運転区に改称[2]。
- 2002年3月23日：旧名古屋車掌区の一部業務の移管を受けて車掌を配置し、大垣運輸区に改称[3]。

## 所属車両
- 蒸気機関車[4]
  - 2400形 -（在籍1931年-1949年）
  - D50形 -（在籍1931年-1943年、1957年）
  - C58形 -（在籍1943年）
  - C11形 -（在籍1947年-1965年）
  - C55形 -（在籍1947年）
  - D51形 -（在籍1947年-1949年）
  - C53形 -（在籍1949年）

## 乗務範囲
- 東海道本線 米原〜豊橋間
- 美濃赤坂線 全線